# Omocrates misellus
Omocrates misellus är en skalbaggsart som beskrevs av Louis Albert Péringuey 1902. Omocrates misellus ingår i släktet Omocrates och familjen Melolonthidae. Inga underarter finns listade i Catalogue of Life.